# 453256 Gucevicius
453256 Gucevicius este o planetă minoră (asteroid) din centura de asteroizi. A fost descoperită pe 23 septembrie 2008 la Molėtų astronomijos observatorija⁠(d) de  și a fost numită după Laurynas Gucevičius⁠(d). 
Obiectul prezintă o orbită caracterizată de o semiaxă mare de 2,2035366064473 UAi, o excentricitate de 0,14683524661291, o înclinație de 4,9060832615033 ° în raport cu ecliptica.